# Noc Ac (Yobaín)
Noc Ac es una localidad del municipio de Yobaín, Estado de Yucatán, México.

## Toponimia
El nombre (Noc Ac) significa en idioma maya gran jabalí o gran bejuco, si se entiende que noc es una contracción de nohoh que significa grande y ac que significa jabalí o bejuco.

## Demografía
Según el censo de 2005 realizado por el INEGI, la población de la localidad era de 0 habitantes.
| 9                           | ? | 0 | 0 | 0 | ? | 5 | 0 | 6 | ? | ? | ? | 0 |
| (Fuente: INEGI [Consultar]) |   |   |   |   |   |   |   |   |   |   |   |   |